# خاویر سانچز بروتو
خاویر سانچز بروتو (انگلیسی: Javier Sánchez Broto؛ زادهٔ ۲۵ اوت ۱۹۷۱) بازیکن فوتبال اهل اسپانیا است.
از باشگاه‌هایی که در آن بازی کرده‌است می‌توان به باشگاه فوتبال هرکولس، باشگاه فوتبال رئال مورسیا، باشگاه فوتبال رئال ساراگوسا، باشگاه فوتبال سلتیک، باشگاه فوتبال ختافه، باشگاه فوتبال مالاگا، و باشگاه فوتبال ویارئال اشاره کرد.
وی همچنین در تیم ملی فوتبال زیر ۲۱ سال اسپانیا بازی کرده‌است.